# Josef Poxleitner
Josef Poxleitner (* 16. April 1948 in Eichenhofen bei Parsberg in der Oberpfalz) ist ein deutscher Bauingenieur und ehemaliger Beamter. Von 2003 bis Juni 2014 stand er im Range eines Ministerialdirektors der damals dem Bayerischen Staatsministerium des Innern unterstellten Obersten Baubehörde Bayerns vor. 

## Leben
Nach dem Abitur 1968 am humanistischen Gymnasium in Rosenheim studierte Josef Poxleitner  an der TU München Bauingenieurswesen. Im Anschluss daran absolvierte er die Ausbildung für den höheren bautechnischen Verwaltungsdienst in Bayern. 
Im Jahr 1982 wurde er erstmals Referent der Obersten Baubehörde im Bayerischen Staatsministerium des Innern. Nach einem Lehrgang für Verwaltungsführung wurde er 1990 Leiter des Straßenbauamtes Weilheim. Vier Jahre später leitete er das Sachgebiet Straßen- und Brückenbau der Regierung von Oberbayern. 1995 kehrte er als Leiter des Sachgebietes Gesamtverkehrsplanung an die Oberste Baubehörde zurück. Nach fünf Jahren in diesem Amt wurde er zum Abteilungsleiter Straßen- und Brückenbau ernannt, bis er schließlich 2003 Leiter der Obersten Baubehörde wurde. Damit war er der 25. Nachfolger Leo von Klenzes an der Spitze der Bayerischen Staatsbauverwaltung. Sein Nachfolger war bis 2022 Helmut Schütz. 
Poxleitner war von der Gründung der Bayerischen Ingenieurekammer-Bau an zwölf Jahre lang deren zweiter Vizepräsident. 
Seit 2000 ist er im Vorstand der Forschungsgesellschaft für Straßen- und Verkehrswesen, Köln, und seit 2008 Ehrenmitglied der Vereinigung der Straßenbau- und Verkehrsingenieure VSVI, deren Mitglied er seit den 1980er Jahren ist.  
Von 2003 bis 2016 gehörte er dem Aufsichtsrat des Flughafens München an.

## Auszeichnungen
2005 wurde Poxleitner für sein vielfältiges ehrenamtliches Engagement mit dem Bundesverdienstkreuz am Bande ausgezeichnet. 2008 wurde ihm der Bayerische Verdienstorden verliehen. 2015 erhielt er den Bayerischen Architekturpreis.